# بير هنريك مالمستين
بير هنريك مالمستين وكان طبيبًا سويديًا وأستاذًا وطبيب حياة للملك أوسكار الثاني ملك السويد.
ولد مالمستين في 12 سبتمبر 1811 في أبرشية تون [السويدية] في مقاطعة سكارابورغ، وتوفي في 28 مارس 1883 في فاكسيو.

## عائلته
كان جورج مالمستين، وهو ابن هانز، كاهن الرعية في أرشية فلو [الإنجليزية] وشقيقه كارل يوهان مالمستين.
تزوج من إيما هورد آف سيغرشتاد، وله من الأولاد إميل مالمستين وكارل آدم مالمستين وجد كارل مالمستين.